# Hadrianoi
Hadrianoi (altgriechisch Ἁδριάνοι, lateinisch Hadriani) war eine antike Stadt in der kleinasiatischen Landschaft Mysien. Sie gehörte zur römischen Provinz Bithynia et Pontus und lag beim heutigen Orhaneli in der Türkei.
Die Stadt am mysischen Olymp wurde, wie ihr Name zeigt, wie die in der Nähe liegenden Städte Hadrianoutherai und Hadrianeia vom römischen Kaiser Hadrian gegründet. Die Ära der Stadt begann im Jahr 131/132 n. Chr. Hadrianoi, an der Stelle gelegen, wo eine Straße, die von Prusa nach Süden verlief, den Fluss Rhyndakos überquerte, sollte vermutlich zur Urbanisierung der Gegend beitragen. Sie war nach dem üblichen Muster einer griechischen Polis organisiert. Der Redner Aelius Aristides, der im Jahr 117 vielleicht in der Nähe der späteren Stadt geboren worden war, erhielt das Bürgerrecht von Hadrianoi.
Auf ein spätantikes Bistum der Stadt geht das Titularbistum Hadriani ad Olympum (italienisch: Adriani) der römisch-katholischen Kirche zurück. Das Bistum gehörte der Kirchenprovinz Nikomedia an.